# 22/7 検算中
『22/7 検算中』（ナナブンノニジュウニ けんざんちゅう）は、TOKYO MX、BS11で、2021年1月9日から3月27日まで放送されていたバラエティ番組。22/7の冠番組である。
同枠では『22/7 計算中』を2018年7月7日から断続的に放送しており、2020年12月26日までのSeason2と、2021年4月3日からのSeason3に挟まれた期間の放送となった。

## 概要
22/7の声優メンバーが出演するバラエティ番組。MCは三四郎の小宮浩信と相田周二。ナレーターは山盛由果。
内容は『計算中』を継承しながら、22/7のメンバーは実写で、三四郎はモーションキャプチャーを用いたキャラクターで出演。22/7のキャラクターが出演していた形式と対比して「次元を入れ替えた」と銘打っている。三四郎のキャラクターデザインは堀口悠紀子によるもので、2018年に開催されたイベントの企画「346 計算中」用に制作された（『計算中』第13回放送）。

## 出演者
- 三四郎 - 相田周二、小宮浩信：MC
- 22/7 - 天城サリー、海乃るり、河瀬詩、倉岡水巴、西條和、白沢かなえ、涼花萌、高辻麗、帆風千春、宮瀬玲奈[注釈 1]
- 山盛由果：ナレーター

## 放送リスト
| 回 | 放送日        | 放送内容                                          | スタジオ出演メンバー                                     | VTR出演メンバー                                          | ゲスト                        | 備考 |
| -- | ------------- | ------------------------------------------------- | -------------------------------------------------------- | -------------------------------------------------------- | ----------------------------- | --- |
| 1  | 2021年 1月9日 | 声優メンバーのプロフィール 改めて確認しまSHOW!    | 河瀬・高辻・帆風 白沢・倉岡・天城 西條・宮瀬・涼花・海乃 | 海乃・帆風                                               |                               | 宮瀬は別仕事のため途中退出 |
| 2  | 1月16日       | 声優メンバーのプロフィール 改めて確認しまSHOW!    | 河瀬・高辻・帆風 白沢・倉岡・天城 西條・涼花・海乃       | 天城・西條                                               | 宮瀬は別仕事のため欠席        | |
| 3  | 1月23日       | 声優メンバーのプロフィール 改めて確認しまSHOW!    | 河瀬・高辻・帆風 白沢・倉岡・天城 西條・宮瀬・涼花・海乃 | 涼花                                                     | 鈴木拓 （ドランクドラゴン）   | |
| 4  | 1月30日       | 抜き打ち楽屋チェック! アイドル私物クイーン決定戦! | 河瀬・高辻・帆風 白沢・倉岡・天城 西條・涼花・海乃       |                                                          | イジリー岡田                  | イジリー岡田が西條の私物チェックしようとした所、岡田のキャラクター等に対して極度に怯え、カメラに背を向けてしまい、（後席にいた帆風（当時メンバー）が励ましていた）気持ちを察した岡田が西條のみ私物チェックを中止した |
| 5  | 2月6日        | 催眠術でめざせ! パーフェクトアイドル              | 河瀬・高辻・帆風 白沢・倉岡・天城 西條・涼花・海乃・宮瀬 |                                                          | 十文字幻斎                    | |
| 6  | 2月13日       | 「僕が持ってるものなら」 ヒット祈願!              | 河瀬・高辻・帆風 白沢・倉岡・天城 西條・涼花・海乃・宮瀬 | 河瀬・西條・帆風 天城・宮瀬・海乃 白沢・涼花・倉岡       |                               | 高辻は別仕事のためロケ不参加 |
| 7  | 2月20日       | 「僕が持ってるものなら」 ヒット祈願!              | 河瀬・帆風・白沢 倉岡・天城・西條 涼花・海乃・宮瀬       | 河瀬・西條・帆風 天城・宮瀬・海乃 白沢・涼花・倉岡・高辻 |                               | |
| 8  | 2月27日       | ナナニジアワード ベスト1&ワースト1                | 河瀬・高辻・帆風 白沢・倉岡・天城 西條・涼花・海乃・宮瀬 |                                                          |                               | 帆風の卒業前最終出演回 |
| 9  | 3月6日        | 22/7運動能力クイーン決定戦                        | 河瀬・高辻・白沢 倉岡・天城・西條 涼花・海乃・宮瀬       | 河瀬・白沢 倉岡・天城・宮瀬 西條・涼花・海乃             |                               | 高辻は体調不良の為ロケ欠席 |
| 10 | 3月13日       | 22/7運動能力クイーン決定戦                        | 河瀬・高辻・白沢 倉岡・天城・西條 涼花・海乃・宮瀬       | 河瀬・白沢 倉岡・天城・宮瀬 西條・涼花・海乃             |                               | 高辻は体調不良の為ロケ欠席 |
| 11 | 3月20日       | メンバー間の絆を築け! 22/7チーム対抗バトル        | 白沢・倉岡・西條 天城・海乃・河瀬 涼花・宮瀬             |                                                          |                               | 高辻は別仕事のため欠席 |
| 12 | 3月27日       | メンバー間の絆を築け! 22/7チーム対抗バトル        | 白沢・倉岡・西條 天城・海乃・河瀬 涼花・宮瀬             | ほしのディスコ （パーパー）                              | 高辻は別仕事のため欠席 最終回 | |

## スタッフ
- 企画：秋元康
- スーパーバイザー：秋元伸介
- キャラクターデザイン：堀口悠紀子
- 構成：町田裕章、水野将良、清山智之
- CAM：相澤進史
- VE：美和聖人
- 音声：根崎莉奈
- MIX：山本賢
- 美術：矢野雄一郎
- デザイン：今長和宏
- アクリル装飾：國母淳一
- 音効：吉田達朗
- メイク：MAXSTAR
- 編集：竹野秀崇、斉藤良太、桐生亮磨、坪野洋季、相馬貴志、蒲澤悠太
- MA：曽田玲衣奈、工藤圭以、志村武浩
- グラフィック：木村有里
- 撮影協力：コスモスペース、e-naスタジオ[注釈 2]、ヌーベルアージュ
- CG：株式会社ユークス
- モーションキャプチャー：ダイナモピクチャーズ
- 協力：Y&N Brothers
- AD：宮木裕貴、成井岳、渡邉紫音、樋山晶憲
- ディレクター：小山薫、桐越慎二、伊達秀昭
- 演出：鎗野貴生
- プロデューサー：工藤浩之、長尾真、坂本加恵、三浦紹、林健一
- エグゼクティブプロデューサー：佐野弘明、落越友則
- 制作協力：ケイマックス
- 制作：バズウェーブ合同会社

## ネット局
| 放送局   | 放送期間               | 放送時間           | 対象地域 | 放送系列 | 備考       |
| -------- | ---------------------- | ------------------ | -------- | -------- | ---------- |
| TOKYO MX | 2021年1月9日 - 3月27日 | 土曜 23:00 - 23:30 | 東京都   | 独立局   |            |
| BS11     | 2021年1月9日 - 3月27日 | 土曜 23:00 - 23:30 | 日本全域 | BS放送   | 同時ネット |

## 関連商品
『22/7 検算中』Blu-rayを2021年8月25日に全1巻で発売。規格品番ANSX-15335。